# Futebol nos Jogos Olímpicos de Verão de 1920
O torneio de futebol nos Jogos Olímpicos de Verão de 1920 foi realizado em Antuérpia e em outras duas cidades belgas entre 28 de agosto e 5 de setembro.
Durante a disputa da medalha de ouro entre Bélgica e Checoslováquia, a equipe checa em protesto contra a arbitragem abandonou o jogo aos 43 minutos com o placar de 2-0 para a Bélgica. Com a atitude a Checoslováquia acabou desclassificada do torneio e a Bélgica ficou com o ouro.
Com isso, o torneio de consolação que serviria para definir o ganhador da medalha de bronze acabou decidindo a medalha de prata. A Espanha derrotou os Países Baixos na decisão e ficou com a prata e os neerlandeses com o bronze.

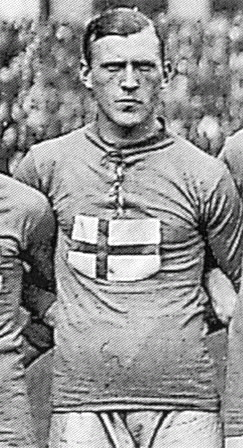
Jogador sueco Herbert Karlsson, artilheiro do torneio com 7 gols

## Estádios
Foram usados dois estádios para o torneio:

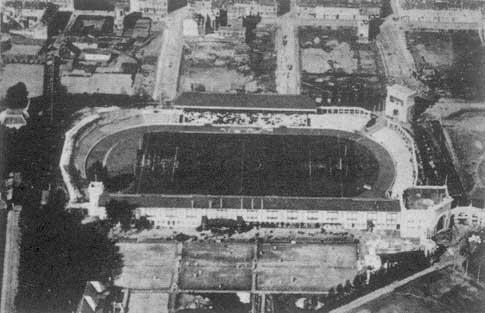
Estádio Olímpico de Antuérpia, com capacidade para 12 771 pessoas

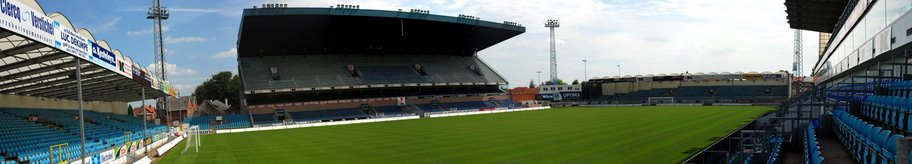
Jules Ottenstadion, fechado em 2013

## Masculino
| Ouro | Prata | Bronze |

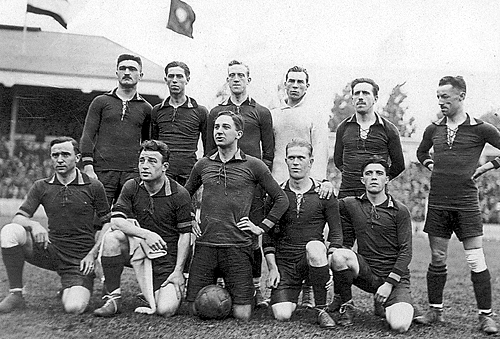
Anfitriã e campeã do torneio, a Seleção Belga de Futebol antes da final

| Bélgica Jean de Bie Armand Swartenbroeks Oscar Verbeeck Joseph Musch Emile Hanse André Fierens Louis Van Hege Henri Larnoe Mathieu Bragard Robert Coppée Désiré Bastin Félix Balyu Fernand Nisot Georges Hebdin | Espanha Ricardo Zamora Pedro Vallana Mariano Arrate Juan Artola Agustín Sancho Ramón Equiazábal Francisco Pagaza Félix Sesúmaga Patricio Arabolaza Rafael Moreno Domingo Acedo José María Belauste Josep Samitier Luis Otero Joaquín Vázquez Sabino Bilbao Moncho Gil Silverio Izaguirre | Países Baixos Dick MacNeill Harry Dénis Leo Bosschart Jan de Natris Evert Bulder Ber Groosjohan Jan van Dort Oscar van Rappard Felix von Heijden Arie Bieshaar Ben Verweij Frits Kuipers Henk Steeman Jaap Bulder |

### Primeira fase
| 28 de agosto de 1920 | Bruxelas  | Dinamarca     | 0 - 1 | Espanha        |
| 28 de agosto de 1920 | Antuérpia | Iugoslávia    | 0 - 7 | Checoslováquia |
| 28 de agosto de 1920 | Gante     | Itália        | 2 - 1 | Egito          |
| 28 de agosto de 1920 | Antuérpia | Reino Unido   | 1 - 3 | Noruega        |
| 28 de agosto de 1920 | Bruxelas  | Países Baixos | 3 - 0 | Luxemburgo     |
| 28 de agosto de 1920 | Antuérpia | Suécia        | 9 - 0 | Grécia         |

### Quartas de final
| 29 de agosto de 1920 12:00 | Tchecoslováquia              | 4–0 | Noruega | La Butte, Bruxelas |
|                            | Vanik 8' Janda 17', 66', 77' |     |         |                    |

| 29 de agosto de 1920 12:00 | Países Baixos                                               | 5–4 (pro) | Suécia                                | Bosuil, Antuérpia |
|                            | Groosjohan 10', 57' Jaap Bulder 44', 48' (p) de Natris 115' |           | Karlsson 16', 32' Olsson 20' Dahl 72' |                   |

| 29 de agosto de 1920 12:00 | França                  | 3–1 | Itália         | Estádio Olímpico, Antuérpia |
|                            | Bard 10', 54' Boyer 14' |     | Brezzi 33' (p) |                             |

| 29 de agosto de 1920 13:00 | Bélgica              | 3–1 | Espanha        | Estádio Olímpico, Antuérpia |
|                            | Coppee 11', 52', 55' |     | Arrate 62' (p) |                             |

### Semifinal
| 31 de agosto de 1920 12:00 | França    | 1–4 | Tchecoslováquia                 | Estádio Olímpico, Antuérpia |
|                            | Boyer 79' |     | Mazal 18', 75', 87' Steiner 70' |                             |

| 31 de agosto de 1920 13:00 | Bélgica                             | 3–0 | Países Baixos | Estádio Olímpico, Antuérpia |
|                            | Larnoe 46' van Hege 55' Bragard 85' |     |               |                             |

### Final
| 2 de setembro de 1920 13:00 | Bélgica                  | 2–0 | Tchecoslováquia | Estádio Olímpico, Antuérpia |
|                             | Coppee 6' (p) Larnoe 30' |     |                 |                             |

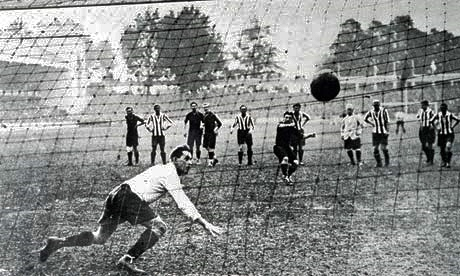
O jogador belga Robert Coppée abre o placar da final, com um chute de pênalti contra o goleiro Rudolf Klapka

Bélgica conqusitou a medalha de ouro.

### Torneio de consolação

#### Primeira fase
| 31 de agosto de 1920  | Antuérpia | Itália  | 2 - 1 | Noruega |
| 1 de setembro de 1920 | Antuérpia | Espanha | 2 - 1 | Suécia  |

#### Semifinais
| 2 de setembro de 1920 | Antuérpia | Itália | 0 - 2 | Espanha |

A França desistiu da disputa e os Países Baixos avançaram direto a final do torneio de consolação.

#### Disputa pela prata
| 5 de setembro de 1920 | Antuérpia | Países Baixos | 1 - 3 | Espanha |